# Gara Pașcani
Gara Pașcani este o gară care deservește municipiul Pașcani, județul Iași, România.
Format:Lista stațiilor de pe Magistrala CFR 517
Format:Lista stațiilor de pe Magistrala CFR 606